# 瑞安冰川
54°3′S 37°36′W / 54.050°S 37.600°W
瑞安冰川（德語：Ryan-Gletscher），是南極洲的冰川，位於南喬治亞島，全長3.7公里，最終注入艾斯港，由德國探險隊命名，該冰川現時由英國海外領土管轄。
 本条目引用的公有领域材料来自美国地质调查局的文档 《瑞安冰川》 （資料來自地名信息系统）。